# 30 나이츠 오브 파라노말 액티비티
《30 나이츠 오브 파라노말 액티비티》(30 Nights of Paranormal Activity with the Devil Inside the Girl with the Dragon Tattoo)는 미국에서 제작된 크레이그 모스 감독의 2013년 코미디 영화이다. 캐스린 피오르 등이 주연으로 출연하였다.

## 출연

### 주연
- 캐스린 피오르
- 플립 슐츠
- 올리비아 알렉산더

### 조연
- 피터 길로이
- 테일러 필립스
- 스티븐 크레이머 글리크먼
- 레베카 앤 존슨
- 대니 우드번
- 프렌치 스튜어트